# Референдум в Латвии (2012)
| ЗА 50,0%—59,9% 60,0%—69,9% 70,0%—79,9% 80,0%—89,9% 90% и более | ПРОТИВ 50,0%—59,9% 60,0%—69,9% 70,0%—79,9% 80,0%—89,9% 90% и более |

Итог референдума по муниципалитетам. Доля голосов от проголосовавших.
ЗА
50,0%—59,9%
60,0%—69,9%
70,0%—79,9%
80,0%—89,9%
90% и более
ПРОТИВ
50,0%—59,9%
60,0%—69,9%
70,0%—79,9%
80,0%—89,9%
90% и более

Референдум по законопроекту «Поправки к Конституции Латвийской Республики» (латыш. Tautas nobalsošana par likumprojektu «Grozījumi Latvijas Republikas Satversmē») — референдум, который прошёл 18 февраля 2012 года в Латвии по внесению поправок в статьи 4, 18, 21, 101 и 104 Конституции, делающих русский язык вторым государственным.
В бюллетене для голосования вопрос был задан в следующей формулировке:

Вы за принятие законопроекта „Поправки к Конституции Латвийской Республики“, который предусматривает установить для русского языка статус второго государственного языка?
Оригинальный текст (латыш.)Vai Jūs esat par likumprojekta „Grozījumi Latvijas Republikas Satversmē” pieņemšanu, kas paredz krievu valodai noteikt otras valsts valodas statusu?

Поправки могли быть приняты, если бы за них проголосовало как минимум 771 893 гражданина Латвии — половина всех граждан, имеющих право голоса (во время выборов в 11-й Сейм — 1 543 786). 74,8 % принявших участие в референдуме проголосовали против, и поправки не были приняты, так как не было получено необходимое количество голосов за.
По данным переписи 2011 года, для 33,8 % (или 37,2 % от указавших язык) жителей русский язык является родным.
С 2000 года все языки, кроме латышского и ливского, в Латвии, согласно Закону о государственном языке, имеют статус иностранного.

## История и причины возникновения референдума
В 2010 году объединение политических партий VL-TB/LNNK начало сбор подписей на организацию референдума для перевода всех публичных школ национальных меньшинств (не только русских) полностью на латышский язык обучения. С 2010 по 2011 год VL-TB/LNNK вместе с обществом «Охраняй язык и Латвию» удалось собрать 10 140 подписей избирателей. Во время второго этапа сбора подписей, который проходил с 11 мая по 9 июня 2011 года удалось собрать 120 433 подписи при 153 232 минимально необходимых, что было недостаточно для организации референдума. Политические оппоненты VL-TB/LNNK утверждали, что данная инициатива будет неизбежно иметь негативные последствия, поскольку обучение на неродном языке приведёт к снижению уровня получаемых в школе знаний, а также приведёт к постепенной латышизации национальных меньшинств.
15 февраля 2011 года молодёжное движение «Единая Латвия», протестуя против инициативы VL-TB/LNNK, выдвинуло идею придания русскому языку официального статуса. Сбор подписей за референдум был организован движением «Единая Латвия» и обществом «Родной язык» в марте 2011 года. В манифесте организаторов ответного референдума было заявлено: «В этой ситуации нет другого способа защиты, кроме нападения. Чтобы прекратить истерику, надо как следует встряхнуть того, кто истерику устраивает». Одной из целей этой протестной акции было снижение темпа подписей за инициативу VL-TB/LNNK.
Большинство организаторов референдума не скрывали, что главным его достижением будет демонстрация количества и доли голосов, отданных за русский язык, а конечной целью является изменение статуса русского языка с иностранного на какой-либо официально закреплённый (напр. региональный). Максимальный статус для русского языка — государственный — был запрошен в связи с тем, что в Конституции, а также в Законе о государственном языке, на данный момент не определено никакого другого статуса для языка, кроме государственного. Поправки за придание любого другого статуса могли быть с большой вероятностью отклонены на предварительных стадиях продвижения законопроекта.
В Конституции Латвийской ССР статус государственного латышскому языку был присвоен Верховным Советом Латвийской ССР в мае 1989 года.

## История продвижения и содержание законопроекта
В марте 2011 года общество «Родной язык», которое создали экономист А. Гапоненко, В. Линдерман (Движение 13 января), Е. Осипов (Партия Осипова) и Э. Сватков («Единая Латвия»), начало процедуру сбора 10 000 нотариально заверенных подписей.
Предлагаемые поправки включали следующие положения: о статусе латышского и русского языков как государственных (ст. 4; согласно ст. 77, может быть изменена только путём референдума), требование от депутатов Сейма клятвы в укреплении наряду с латышским также и русского языка (ст. 18), изъятие положения о том, что рабочим языком Сейма является лишь латышский язык (ст. 21), придание русскому языку наряду с латышским статуса рабочего языка самоуправлений (ст. 101), дополнение права получить ответ по существу на обращения в государственные учреждения и учреждения самоуправлений на латышском языке правом получить ответ на русском языке (ст. 104).
На данном этапе между Эдуардом Сватковым и остальными инициаторами акции возникли серьёзные разногласия, например, по поводу лучшего времени для подачи подписей в ЦИК. Также, Владимир Линдерман, Евгений Осипов и Александр Гапоненко раскритиковали Эдуарда Сваткова за решение баллотироваться в Сейм. По их мнению, бывший соратник использовал кампанию в целях саморекламы.

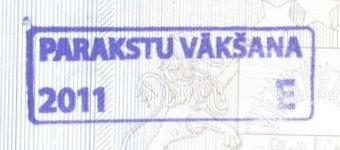
Штамп в паспорте за участие в сборе подписей

В сентябре 2011 года подписи были поданы в ЦИК, который назначил на ноябрь сбор подписей 10 % совершеннолетних граждан для дальнейшего продвижения законопроекта. По данным ЦИК, за поправки в итоге было собрано 187 378 подписей (12,14 % избирателей) при необходимых для внесения их в Сейм 154 379 (10 %).
Во время второго этапа сбора подписей 23 ноября VL-TB/LNNK затребовала у ЦИК данные о подписавшихся депутатах сейма, c целью сделать им письменное предупреждение за нарушение присяги депутата, согласно которой депутат обязуется «быть верным Латвии, крепить её суверенитет и латышский язык как единственный государственный». Однако 3 января 2012 года ЦИК отказалась назвать их фамилии. В декабре комиссия Сейма по этике объявила предупреждение депутату Н. Кабанову, сочтя, что, подписавшись за законопроект, он нарушил данное им как депутатом торжественное обещание укреплять латышский язык как единственный государственный.
В ходе сбора подписей появились сообщения о случаях, граничащих с подкупом избирателей, с целью повышения числа подписавшихся. Так, начальство одного из рижских автосервисов обещало работникам, подписавшимся за поправки, особые новогодние подарки, а даугавпилсская «Наша газета» за участие в сборе подписей предлагала подписку за полцены.
Общество «За родной язык!», считая, что во время ноябрьского сбора подписей часть поданных голосов была украдена и желая сдвинуть дату референдума на более поздний срок, обратилось в административный суд с требованием пересмотра итогов сбора подписей, но суд не принял заявление к рассмотрению, сочтя, что вопрос ему неподсуден.
В декабре 2011 года «Центр согласия» подал компромиссные поправки к Закону о государственном языке, предусматривающие расширение употребления языков нацменьшинств в контактах с государственными и муниципальными учреждениями в населённых пунктах, где не менее 20 % населения составляют представители нацменьшинств, а также поправки к закону о Рамочной конвенции о защите прав нацменьшинств, предусматривающие отмену предусмотренных Латвией ограничений действия её статей 10 и 11. 15 декабря Сейм отверг данные поправки 63 голосами против 32.
Сейм 22 декабря отверг поправки к Конституции 60 голосами против при 1 воздержавшемся и неучастии фракции ЦС. После отклонения поправок Сеймом они, согласно статье 78 Конституции, должны быть вынесены на референдум. В случае принятия Сеймом поправок они также должны были бы быть вынесены на референдум, согласно статье 77 Конституции Латвии, так как поправки предусматривают изменение статьи 4.
27 декабря 2011 года правительство приняло правила, требующие c 1 сентября 2012 года преподавать также в основных школах нацменьшинств (с 1-го по 9-й класс) не менее 40 % программы на латышском языке или билингвально, что укрепило одну из причин, по которой возник референдум — снижение уровня получаемых в школе знаний. 
3 января 2012 года ЦИК назначила референдум на 18 февраля. Изначально предполагавшаяся ЦИК формулировка вопроса, вызвавшая протест группы депутатов Сейма как неясная — «Поддерживаете ли вы принятие законопроекта „Поправки к Конституции Латвийской Республики“?». Окончательная формулировка: «Вы — за принятие законопроекта „Поправки к Конституции Латвийской Республики“, который предусматривает установить для русского языка статус второго государственного?».

## Оценки инициативы

### Политики
Президент Андрис Берзиньш заявил, что сбор подписей затрудняет дальнейшее сближение общества, спикер Сейма Солвита Аболтиня — что это провокация, а лидер Национального объединения Райвис Дзинтарс — что это антигосударственная акция. Президент Берзиньш и евродепутат от Латвии Альфред Рубикс (ЦС) сообщили, что в референдуме участвовать не будут; Берзиньш также заявил, что «основы государства, установленные Конституцией, — территория, латышский язык и демократия, — лишь кажутся подлежащими изменениям», а также, что голосование за изменение статуса государственного языка было бы голосованием против Латвии как государства, а позднее решил всё же участвовать в референдуме, «чтобы защитить латышский язык». Правящие партии призвали избирателей участвовать в референдуме и голосовать против поправок. Экс-президенты Г. Улманис, В. Вике-Фрейберга и В. Затлерс призвали голосовать против поправок. Комиссия по государственному языку при президенте заявила, что поправки помешали бы интеграции национальных меньшинств.
От лица 65 присутствующих депутатов Сейм единогласно поддержал обращение с призывом голосовать за латышский язык как единственный государственный. В голосовании не участвовала самая многочисленная фракция «Центр согласия», а также представитель ПРЗ Вячеслав Домбровский и депутат «Единства» Янис Рейрс.
В марте поддержку сбору подписей выразила партия ЗаПЧЕЛ. Объединение «Центр согласия» сбор подписей, по состоянию на октябрь, не поддерживало, но в ноябре его поддержал мэр Риги и глава ЦС Н. Ушаков. Также сбор подписей поддержали ряд депутатов Европейского парламента от группы «Европейский свободный альянс», включая латвийского депутата Татьяну Жданок. Из ста депутатов Сейма семь (все из фракции ЦС) приняли решение голосовать за поправки.

### Религиозные лидеры
Архиепископ-эмерит Рижский кардинал Янис Пуятс и глава Латвийской евангелическо-лютеранской церкви архиепископ Янис Ванагс призвали голосовать против поправок. Восемь католических епископов заявили, что латышский язык как единственный государственный — это вопрос справедливости. Представители еврейской общины, в том числе глава религиозной общины «Шамир» М. Баркахан, выразили поддержку латышскому языку как единственному государственному в письме премьеру. Глава Латвийской православной церкви Александр (Кудряшов) в связи с референдумом заявил, что главное — чтобы общество не было расколото ещё больше; русский язык, по его мнению, должен быть общественно значимым. Председатель Центрального совета Древлеправославной Поморской Церкви Латвии А. Жилко заявил, что «уже 350 лет староверы живут на земле, где в 1918 году образовалось латвийское государство, в основании которого мы тоже, кстати, участвовали. И сегодня нам очень обидно, что наш родной язык — русский — здесь признан иностранным. Мы будем постепенно, всеми доступными нам средствами, в рамках существующего законодательства, добиваться того, чтобы русский язык имел в латвийском государстве статус официального языка, как это и предусмотрено Рамочной конвенцией о защите национальных меньшинств. (…) В Латвии, как и во многих других государствах, должен быть один государственный язык, у нас — латышский. Им, конечно же, нужно владеть, его надо изучать и знать».

### Международная реакция
Министр иностранных дел Латвии Э. Ринкевич высказал надежду, что другие страны не будут вмешиваться во внутреннюю ситуацию вокруг языкового референдума. Министр иностранных дел России С. Лавров заявил, что инициаторы референдума хотят добиться справедливости. Посол России А. Вешняков заявил, что референдум — внутреннее дело Латвии, при этом Россия не может игнорировать референдум, основой для проведения которого стало невыполнение Латвией рекомендаций международных организаций в области прав человека; при этом референдум не может автоматически решить языковые проблемы. Посол США Дж. Гарбер отметила, что референдум — это признак демократии. Посол РФ также выразил недоумение в связи с отказом в аккредитации двум наблюдателям от Общественной палаты РФ и назвал его крайне неприятным и трудно объяснимым для демократического европейского государства, члена ООН, ОБСЕ и Совета Европы, прецедентом. Экс-глава Европарламента Ежи Бузек заявил, что Латвия соблюдает европейские нормы в отношении русскоязычных, а интергруппа Европарламента по правам традиционных национальных меньшинств и языков — что русский язык должен иметь в Латвии официальный статус. Главы комитетов по иностранным делам парламентов Литвы и Эстонии опубликовали совместное заявление, в котором акцентируется важность латышского языка для сохранения национального своеобразия. В Киеве состоялся пикет у посольства Латвии в поддержку русского языка как государственного, в Таллине в поддержку латышского как единственного государственного.
После референдума МИД России заявил, что проведение референдума демонстрирует серьёзность проблемы, высокая активность на нём граждан Латвии, считающих русский язык родным, свидетельствует об их несогласии с курсом на построение моноэтнического общества, а итоги референдума далеко не в полной мере отражают настроения в стране. Это связано с тем, что права на выражение своего мнения были лишены 319 тыс. человек т. н. «неграждан», даже несмотря на то, что многие из них родились или проживают в Латвии в течение длительного времени. Первый зампред комитета Госдумы РФ по международным делам К. Косачёв заявил, что большое количество людей, проголосовавших за повышение статуса русского языка, подтверждает, что «положение в этом отношении сейчас ненормальное и что нужно требовать дополнительного решения проблемы, то есть применения русского языка — если не в масштабах всех страны как государственного, то на уровне городов и муниципальных образований, где компактно проживает русскоязычное население» и что «те, кто будет сейчас спекулировать на цифрах, полученных на референдуме, не должны также забывать, что более 300 тысяч жителей Латвии, не имеющих её гражданства, были искусственным образом отстранены от участия». МИД Латвии заявил, что упрёки со стороны России необоснованны, не МИДу РФ интерпретировать мнение, убедительно проявлённое гражданами Латвии, а гражданство Латвии доступно всем желающим того негражданам. Министр иностранных дел Литвы А. Ажубалис заявил, что все страны Прибалтики «всегда уважали, и дальше будут поддерживать языковое разнообразие, однако, это не дает никому покушаться на главную основу государства — язык». Спикер Сейма Литвы поздравила Латвию с итогом референдума.

### Государственная агитация и реакция государственных органов на частную агитацию
Ряд деятелей «Единства» выдвинули идею агитации против поправок за государственный счёт; судья ЕСПЧ Зиемеле назвала такую агитацию обязанностью государства. В январе 2012 года было принято решение проводить агитацию «о неоспоримости статуса латышского языка как единственного государственного (и) объединяющей роли латышского языка» за государственный счёт, несмотря на критику. Затем было объявлено, что «Использование средств госбюджета на агитацию перед референдумом о признании русского языка в Латвии вторым государственным не предусмотрено, но они будут выделены на создание более пространной государственной программы», и, наконец, что принято решение «не проводить специальную кампанию по агитации». По заявлению премьера В. Домбровскиса, оплаченной государством кампании перед референдумом не было, в основном, из-за возражений Партии реформ Затлерса. Латвийскому телевидению были выделены деньги на «две просветительские программы о неизменности конституционных основ государства». Агентство латышского языка создало видеоматериалы, в которых агитирует голосовать против поправок к Конституции относительно статуса русского языка.
Полиция безопасности заявила, что распространяются листовки, содержание которых вводит в заблуждение национально настроенных граждан, которые могут проголосовать вопреки своему убеждению, так как их вводят в заблуждение национальные символы, которые используются на таких листовках.

## Оценки правомерности инициативы
В связи со сбором подписей президент А. Берзиньш по просьбе премьер-министра Валдиса Домбровскиса обратился в Комиссию по конституционному праву с просьбой подготовить письменное заключение о возможности закрепления отдельных статей Конституции как неизменных. Передавая поправки на рассмотрение Сейма, президент Берзиньш заявил, что они противоречат «ядру Конституции» и требуется конституционная оценка того, допустимо ли рассмотрение таких законопроектов. Судья Европейского суда по правам человека от Латвии И. Зиемеле заявила, что вопрос о введении второго госязыка аналогичен вопросу о том, должно ли вообще существовать латвийское государство, и в связи с этим государство должно принять меры, чтобы предотвратить сборы подписей и референдумы, подрывающие его основы. Председатель юридической комиссии Сейма И. Чепане заявила, что законопроект явно противоречит независимости государства и «нельзя организовывать референдумы по поводу всего, что приходит в голову, поскольку демократия — это не вседозволенность», сравнив законопроект с идеей лишить избирательного права мужчин или отдельное национальное меньшинство. Канцелярия президента не согласилась с мнением Чепане, что в данном случае президент мог взвесить, передавать ли в Сейм поправки. Коллега Чепане по фракции и комиссии А. Юдин полагает, что запрет на проведение референдума недопустим, поскольку подписи за его проведение собраны юридически корректно. Комиссия по государственному языку при президенте заявила, что поправки противоречат конституции.
Экс-председатель Конституционного суда Айвар Эндзиньш считает, что сбор подписей за русский язык как второй государственный абсолютно легален с точки зрения Конституции. Ведущие политики не имеют права заявлять, что те, кто подписываются за изменение статуса русского языка, идут против государства. Таким образом политики посягают на вторую статью Конституции, в которой сказано, что власть принадлежит народу. Доцент юридического факультета ЛУ А. Родиня склоняется к мнению, что вопрос о государственном языке «следует решать 18 февраля». Московское бюро по правам человека сочло, что противников референдума интересует не юридическая законность референдума, а желание любыми силами не допустить русский язык в качестве второго государственного.
9 января Национальное объединение объявило о подаче иска в Конституционный суд о признании референдума антиконституционным; его поддержало 15 депутатов от «Единства» и 1 от СЗК. По сообщению портала ves.lv, деятели правящей партии «Единство» в январе 2012 года обсуждали идею поправок к уголовному кодексу о запрете «угроз латышскому языку как единственному государственному». Президент Берзиньш заявил, что лучше, если референдум состоится. Конституционный суд принял к рассмотрению заявление депутатов, но не стал отменять проведение референдума. 19 декабря 2012 года Конституционный суд принял решение прекратить судопроизводство по делу.

## Данные соцопросов
Соцопрос, проведённый в 2004 году Балтийским институтом социальных наук (BSZI), показал, что за статус русского языка как второго официального высказалось 51 % респондентов, в том числе 19 % латышей, 87 % русских и 75 % других национальностей, против — 44 % респондентов, в том числе 77 % латышей, 8 % русских и 18 % представителей других национальностей. 5 % не могли определится с ответом. Гражданство респондентов при этом не учитывалось.
По данным опроса «Latvijas fakti», проведённого в январе 2012 года, за русский язык в целом собиралось проголосовать 28,0 % латвийских избирателей, в том числе 73,2 % нелатышей и 6,3 % латышей. Ещё около 10 % респондентов не определились с выбором на момент проведения опроса. Наибольшую поддержку русский язык находил у избирателей в возрасте до 25 лет, среди которых русский готовы поддержать 31,5 % респондентов.

## Реакция на результаты референдума
Мэр Резекне А. Барташевич призвал власти подумать о возможности предоставить русскому языку статус регионального, поскольку большая часть (56 %) граждан в городах и округах Латгалии проголосовала за русский язык как второй государственный. Премьер В. Домбровскис отверг эту идею.
Независимый эксперт ООН по делам меньшинств Р. Изак заявила, что референдум должен послужить поводом для углубленного диалога о правах меньшинств в стране.